# Oliver Typewriter Company
A Oliver Typewriter Company foi uma fabricante estadunidense de máquinas de escrever, sediada em Chicago, Illinois. A empresa foi fundada em 1895, pelo canadense Thomas Oliver, que criara sua primeira máquina de escrever sete anos antes. Premiado com sua primeira patente três anos depois, Oliver deu início a uma das maiores fabricantes de máquinas de escrever da história dos Estados Unidos, que chegou a produzir 375 máquinas por dia, através da mão de obra de 875 funcionários.
A Oliver Typewriter foi a primeira máquina de escrever com "impressão visível" efetiva e, portanto, o primeiro equipamento desse tipo a tornar o texto visível para o datilógrafo assim que era digitado. As máquinas de escrever Oliver eram finalizadas com tinta verde-oliva ou niqueladas, e tinham teclados brancos ou pretos, dependendo da preferência do cliente. Elas eram comercializadas principalmente para uso doméstico, utilizando distribuidores locais e vendas a crédito. A Oliver produziu mais de um milhão de máquinas entre 1895 e 1928, e licenciou seus projetos para várias empresas internacionais, principalmente para a Áustria, Argentina, Alemanha e Canadá.
Em 1928 a pressão competitiva e os problemas financeiros resultaram na liquidação da empresa. No mesmo ano os seus ativos foram adquiridos por investidores que formaram a The British Oliver Typewriter Company, que fabricou e licenciou as máquinas até o seu fechamento, no final da década de 1950. A empresa britânica focou-se em produzir modelos com teclado de quatro sequências, sendo esses mais fáceis de transportar (modelos portáteis). A última máquina de escrever Oliver foi produzida em 1959.

## História

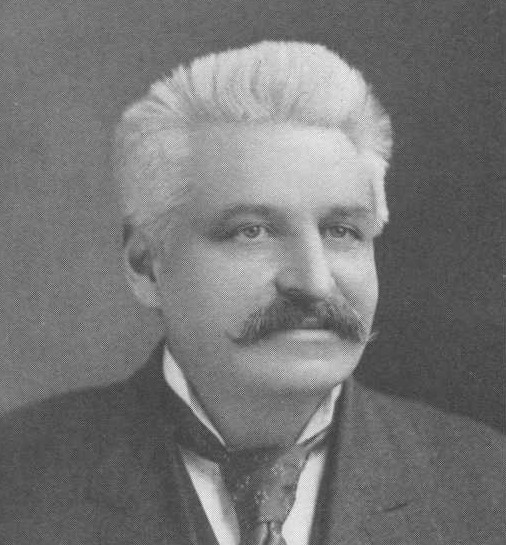
Thomas Oliver

### Thomas Oliver
Thomas Oliver nasceu em Woodstock, Ontário, Canadá, em 1 de agosto de 1852. Após a morte de sua mãe, e tendo se interessado pela religião, Oliver mudou-se para Monticello, nos Estados Unidos, para servir como ministro metodista. Em 1888 Oliver começou a desenvolver sua primeira máquina de escrever, feita a partir de tiras de latas, como forma de produzir sermões mais legíveis. Como resultado, ele foi premiado com a sua primeira patente de máquina de escrever, a Patente dos Estados Unidos n.º 450.107, em 7 de abril de 1891. Após quatro anos de desenvolvimento, um "modelo de trabalho bruto", composto de quinhentas partes, foi produzido. Oliver renunciou ao seu ministério e mudou-se para Epworth, onde encontrou investidores dispostos a fornecer capital para sua empresa e alugou um prédio para fabricar as suas máquinas.
Ao visitar Chicago para promover a máquina, Oliver encontrou o empresário Delavan Smith, que se interessou pela máquina de escrever e comprou as ações possuídas pelos investidores de Iowa. Oliver recebeu uma participação de 65% na empresa e foi contratado para continuar o desenvolvimento da máquina de escrever, com um salário anual de três mil dólares. Ele morreu repentinamente de doença cardíaca, em 9 de fevereiro de 1909, aos 56 anos de idade.

### Anos em Illinois
A Oliver Typewriter Company havia começado a operar em 1895, com sede no nono andar de um prédio na esquina da rua Clark e Randolph, em Chicago, Illinois. Em 1896 a fabricação foi movida para Woodstock, quando a cidade lhe doou uma fábrica desocupada usada pela Companhia Wheeler e Tappan, com a condição de que permanecesse lá pelo menos cinco anos. A produção foi dividida em seis departamentos: barras de tipo, transporte, montagem, tabulações e ajuste, inspeção, e uma sala de alinhamento. A sede da empresa mudou-se para o Edifício Oliver, mais tarde inscrito como marco histórico de Chicago no Registro Nacional de Lugares Históricos, quando este foi concluído, em 1907.

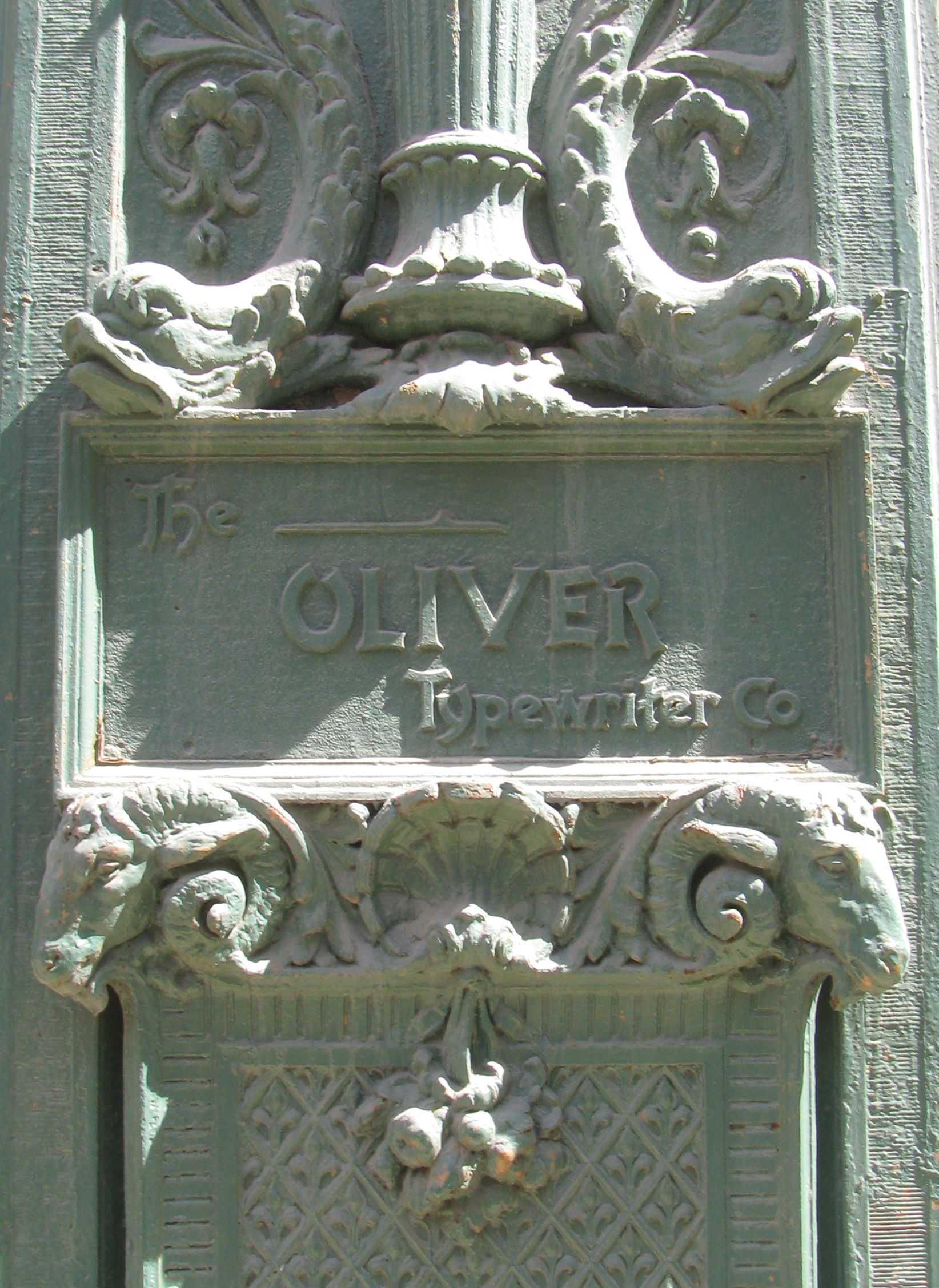
Ornamentação da companhia no Edifício Oliver

A partir de 1899 a empresa estabeleceu redes de vendas, incentivando os clientes a se tornarem distribuidores locais. Esse método de distribuição se baseava no "boca a boca" e enfatizava as vendas feitas diretamente aos vizinhos (porta a porta), e, depois de 1905, as vendas a crédito. No entanto, em resposta ao aumento da concorrência, no final de 1910 a empresa eliminou sua rede de vendedores locais e usou a economia resultante em comissões para reduzir pela metade o preço de suas máquinas de escrever, então comercializadas a cem dólares. As vendas aumentaram e, no seu pico, a força de trabalho da empresa, de 875 funcionários, produzia 375 máquinas por dia.
Além de seus escritórios em Illinois, a empresa possuía filiais em Baltimore, Buffalo, Cleveland, Kansas City, Minneapolis, Nova Iorque, Omaha, St. Louis, São Francisco e Seattle, todas liquidadas quando Oliver passou a comercializar seus produtos por meio de vendas por catálogo, em março de 1917. Uma pequena recessão no biênio 1921-1922 levou um grande número de clientes à inadimplência em seus pagamentos, resultando na reintegração da posse de suas máquinas de escrever. A empresa optou por não pedir dinheiro emprestado e, em 1926, o conselho de administração votou pela liquidação da empresa. Apenas um funcionário, Chester Nelson, permaneceu contratado, a fim de que pudesse supervisionar a liquidação da empresa.

### British Oliver Typewriter Company
Em 1928 a Oliver Typewriter Company foi vendida a investidores, que formaram a British Oliver Typewriter Company, em Croydon, na Inglaterra. A produção de máquinas Oliver originais, idealizada com teclado de três sequências, foi descontinuada em 1931, quando a empresa começou a produzir a máquina de escrever "Fortuna", uma cópia renomeada de uma máquina de escrever alemã com teclado de quatro sequências. Em 1935 a empresa começou a produzir a máquina de escrever padrão Halda-Norden, licenciada como modelo "No. 20". A empresa, no entanto, precisou reequipar sua linha de produção e retornar à produção de máquinas Oliver originais, quando, no início da Segunda Guerra Mundial, o governo britânico fez grandes encomendas da Oliver "No. 15", um modelo com teclado de três sequências.
A produção do modelo "No. 20" foi retomada por volta de 1947, quando a empresa começou a licenciar o nome Oliver para várias empresas industriais europeias. A máquina desktop padrão acabou sendo descontinuada em favor de modelos portáteis, e a empresa passou a vender um design alemão, o Siemag Standard, como o padrão Oliver. Em 1958 a Oliver Typewriter Company comprou a Byron Typewriter Company, anteriormente a Barlock Typewriter Company, de Nottingham. Os empreendimentos de licenciamento acabaram sendo malsucedidos, e as máquinas e ferramentas da empresa foram transferidas para uma fábrica na Alemanha. A produção de todas as máquinas de escrever Oliver terminou em maio de 1959.

## Máquinas de escrever

### Design

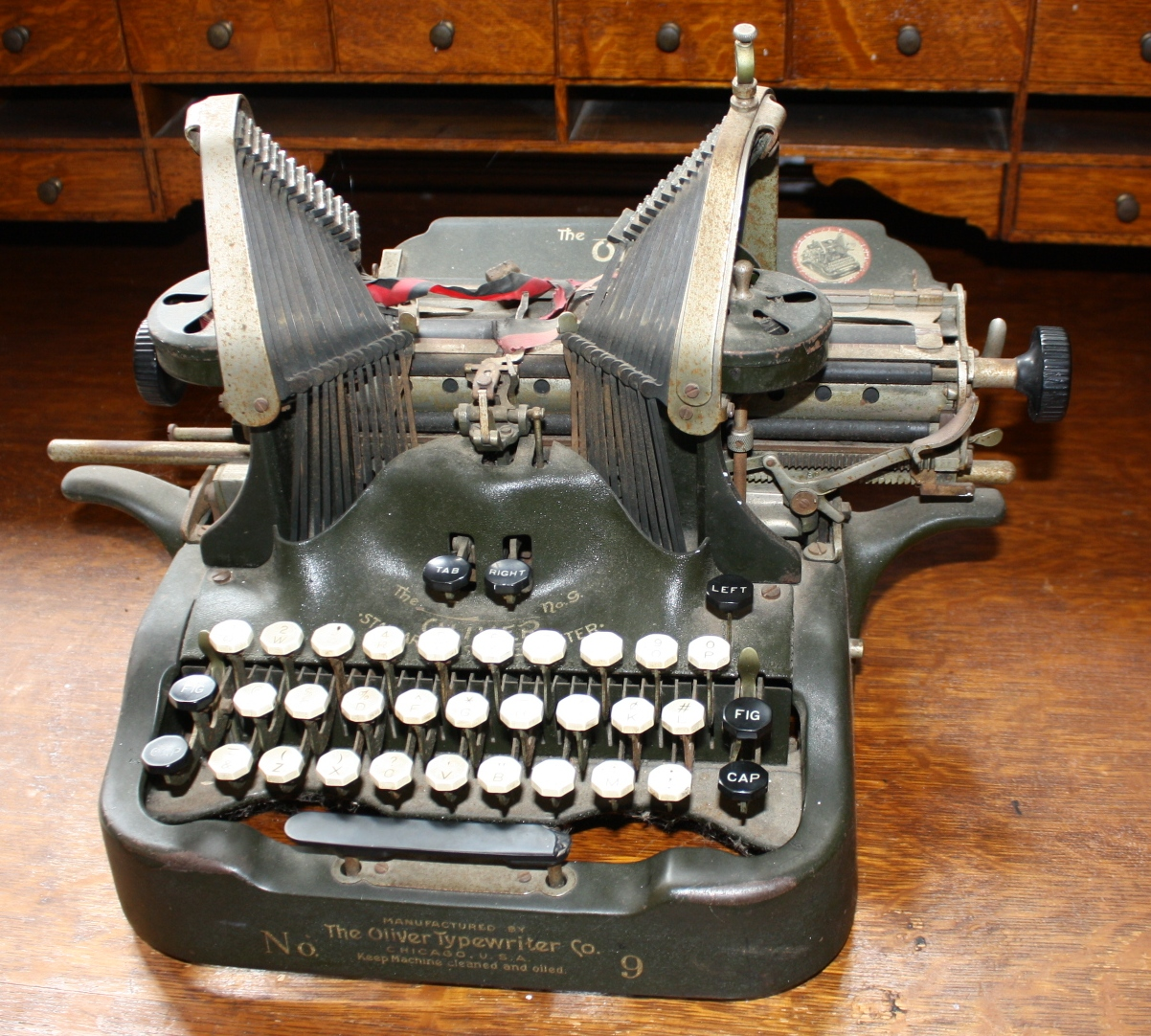
Uma Oliver modelo "No. 9"

A configuração geral das máquinas de escrever Oliver permaneceu praticamente inalterada durante toda a história da empresa. As Olivers são máquinas de escrever de "impacto por baixo", o que significa que as barras de tipo atingem o cilindro (também conhecido como o "rolo") a partir de cima, e não a partir de baixo ("impacto por cima") ou a partir da frente ("impacto frontal"). Ao contrário do método de "impacto por cima", que registra o texto na parte inferior do cilindro e, portanto, fora da vista de quem o escreve, o método de "impacto por baixo" realiza uma "impressão visível", permitindo que a página inteira seja visualizada pelo datilógrafo enquanto o texto está sendo inscrito. O método de "impacto frontal", concorrente da "impressão visível", foi patenteado na mesma época (1889-1891), mas o apelo relativamente maior do método de "impacto por baixo" levou as Olivers a serem preferidas para usos especiais, como no corte de estênceis e na mimeografia. Apesar disso, máquinas eficazes que não interferiam na linha de visão dos datilógrafos só se tornaram mais amplamente disponíveis a partir de 1897, quando, aproximadamente três anos após a introdução da Oliver n.° 1, a Underwood n.º 1 foi lançada comercialmente.
As barras de tipo da Oliver são dobradas em um arco (formando um "U" invertido) e estão localizadas em "torres" nas laterais da máquina de escrever. Esse design limitava a máquina a um teclado QWERTY de três sequências, pois as barras de tipo eram empilhadas de tal forma que aumentavam progressivamente à medida que mais eram adicionadas. O tamanho e as implicações de usabilidade da adição de teclados adicionais e, portanto, mais barras de tipo, impediram a adição de uma quarta sequência de teclados dedicada aos números. Embora um protótipo de quatro sequências tenha sido concebido em 1922, seu projeto foi arquivado devido a problemas financeiros enfrentados pela empresa. Os modelos n.º 20, n.º 21 e portáteis produzidos pela British Oliver Typewriter Company tinham teclados de quatro sequências.

### Cor
As máquinas de escrever Oliver eram finalizadas com tinta verde-oliva ou eram niqueladas e tinham teclados brancos ou pretos, dependendo da preferência do cliente. A partir do modelo "No. 3", as máquinas foram pintadas de verde, exceto algumas variantes destinadas a serem exportadas para regiões quentes ou úmidas, que eram cromadas. A cor foi mudada de verde para preta, quando houve a introdução do modelo "No. 11". As máquinas de escrever Oliver feitas para o esforço de guerra britânico foram fornecidas com um acabamento característico.

### Modelos

#### Estados Unidos

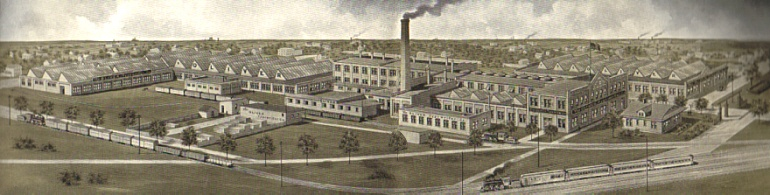
Os modelos dos Estados Unidos foram fabricados na fábrica da empresa em Woodstock, Illinois.

Os seguintes modelos foram produzidos nos Estados Unidos, entre 1894 e 1928:
| Modelo    | Anos de produção | Máquinas produzidas | Notas |
| --------- | ---------------- | ------------------- | --- |
| N.º 1     | 1894–1896        | 5 mil               | Primeiro modelo; completamente niquelado; o "O" era fechado em "Oliver" nas placas com o nome da empresa.                     |
| N.º 1½    | 1896             | Desconhecido        | Designação não oficial; N°. 2 niquelado e com o "O" fechado                                                                   |
| N.º 2     | 1896–1901        | 30 mil              | Melhoria na qualidade do papel; alças adicionadas; com o "O" aberto na parte de cima (ver logo da empresa)                    |
| N.º 3/4   | 1902–1907        | 148 mil             | Tamanho maior; fita com cor                                                                                                   |
| N.º 5/6   | 1907–1914        | 311 mil             | Placas de nome "Oliver" removidas dos lados; adicionado um "backspacer" (tecla que faz com que o cursor se movesse para trás) |
| N.º 7/8   | 1914–1915        | 57 mil              | Margem esquerda movida para a direita do teclado                                                                              |
| N.º 9/10  | 1915–1922        | 449 mil             | Teclas de "shift" tanto na direita como na esquerda; fita de duas cores                                                       |
| N.º 11/12 | 1922–1928        | 35 mil              | Último modelo produzido nos Estados Unidos; alças removidas; cor preta                                                        |

Com a exceção do modelo "No. 2", todos os modelos com número par foram produzidos com teclas extras (32, ao invés de 28 teclas) para venda em países com idiomas acentuados.

#### Reino Unido
Os seguintes modelos foram produzidos pela British Oliver Typewriter Company entre 1928 e 1959:
| Modelo    | Anos de produção | Máquinas produzidas | Notas                                                                           |
| --------- | ---------------- | ------------------- | ------------------------------------------------------------------------------- |
| N.º 11    | 1928–1931        | Desconhecido        | Estoque obtido da firma estadunidense e daqueles produzidos pela British Oliver |
| N.º 15/16 | 1928–1947        | mais de 34 mil      | —                                                                               |
| N.º 20    | 1935–1950        | mais de 88 mil      | Máquina de escrever padrão Rebranded Halda-Norden                               |
| N.º 21    | 1949–1959        | mais de 33 mil      | Barra de tipo fechada                                                           |
| Portáteis | 1930–1959        | mais de 83 mil      | Vários modelos portáteis produzido como Tipos 1–5                               |

#### Internacionalmente
Os designs das máquinas de escrever Oliver foram licenciados para produção em vários países. As variantes da Oliver "No. 3" foram produzidas pela The Linotype Company de Montreal e pela A. Greger & Co. de Viena. Modelos licenciados foram produzidos e comercializados sob vários nomes, incluindo "Courier" (Áustria), "Fiver" (Alemanha), "Stolzenberg" (Europa continental) e "Revilo" (Argentina). O licenciado argentino utilizou o nome "Revilo", Oliver de trás para frente, para evitar pagamentos de royalties pelo nome Oliver, que já havia sido registrado na Argentina. Um modelo n.º 3 pesado, de 28 libras (12,7 quilos), e banhado a níquel foi projetado para evitar a ferrugem em climas quentes e úmidos; em 1907, o México os importava, com um valor de mercado de cerca de 100 dólares em 1910 (o equivalente a cerca de 2 100 dólares em 2013).
As máquinas de escrever Oliver foram equipadas para escrever em várias línguas estrangeiras, como, por exemplo, em espanhol, francês, alemão, alemão-croata, alemão-francês, alemão-polonês, grego, castelhano, esperanto, italiano, norueguês, polonês-inglês, russo, português, sueco, dinamarquês e alemão.

## Legado

### A mulher no mercado de trabalho
Por meio de seus produtos a Oliver Typewriter Company revolucionou a comunicação entre empresas, permitindo a produção rápida, barata e legível de documentos. A máquina de escrever Oliver também contribuiu para a feminização do trabalho de secretariado, criando oportunidades para as mulheres ingressarem na força de trabalho de colarinho branco. Em 1910, 45 mil datilógrafos nos Estados Unidos eram mulheres.

### Literatura
O romance Los de Abajo, de 1915, de Mariano Azuela, era sobre o valor declinante de uma máquina de escrever saqueada pelos revolucionários mexicanos que tinham de carregar o pesado dispositivo em suas viagens; descrevia um modelo Oliver Typewriter n.º 3.

### Versatilidade
A Oliver Typewriter realizou uma imensa variedade de trabalhos e superou outras máquinas de escrever na questão de versatilidade. Além de atender a todo o círculo de requisitos comuns de máquinas de escrever, ela buscou atender as necessidades especiais de negócios diversificados, tornando-se referência e exemplo para futuras empresas de máquinas de escrever, quanto à sua funcionalidade e também nos quesitos de qualidade, segurança e eficácia.